# Нашатыркино
Нашатыркино — деревня в Рязанском районе Рязанской области России. Входит в Тюшевское сельское поселение.

## География
Находится в северо-западной части Рязанской области на расстоянии приблизительно 8 километров на запад-юго-запад по прямой от вокзала станции Рязань II.

## История
Уже была отмечена на карте 1797 года. На карте 1850 года показана как поселение с 5 дворами. В 1859 году здесь (тогда деревня Рязанского уезда Рязанской губернии) был учтён 31 двор , в 1897—153.

## Население
Численность населения: 411 человек (1859 год), 1060 (1897), 6 в 2002 году (русские 100 %), 8 в 2010.